# Zdenko Gradiš
Zdenko Gradiš (Sisak, 1928. – Zagreb, 1988.), hrvatski slikar i grafičar.
Završio Akademiju likovne umjetnosti u Zagrebu, izlagao na brojnim kolektivnim i samostalnim izložabama u zemlji i inozemstvu, osobito šesdesetih godina prošlog stoljeća.
Izlagao je između ostalog i na Venecijanskom bijenalu (1954.), zajedno s umjetnicima: Dušan Džamonja, Vilko Selan - Gliha, Zlatko Prica, Nikola Reiser, Josip Restek, Josip Roca i Vilim Svečnjak.
Poslije studijskog boravka u Kanadi, pedesetih godina, donio je, novu grafičku tehniku u našu sredinu - sitotisak (svilotisak).
Inicijator je Grisie (1969.) revijalne izložbe na otvorenom u Rovinju. Bavio se je i pedagoškim radom na Školi primijenjene umjetnosti Zagreb, i odgojio brojne generacije hrvatskih grafičara i slikara.